# Auckland International 1982
Die Auckland International 1982 im Badminton  fanden Mitte 1982 in Auckland statt.

## Finalresultate
| Disziplin    | Sieger                                 | Finalist                    | Ergebnis          |
| ------------ | -------------------------------------- | --------------------------- | ----------------- |
| Herreneinzel | Morten Svarrer                         | Gary Scott                  | 4–15, 15–12, 15–4 |
| Dameneinzel  | Nettie Nielsen                         | Susan Daly                  | 11–3, 9–11, 11–1  |
| Herrendoppel | Sarit Pisudchaikul Sawei Chanseorasmee | Mark Harry Gary Scott       | 16–17, 15–4, 15–8 |
| Damendoppel  | Maria Francisca Suzanne Ogeh           | Robin Denton Toni Whittaker |                   |